# Дилерська мережа
Дилерська мережа (англ. Dealer network) — торговельні фірми, що здійснюють продаж продукції підприємства кінцевому покупцю. Агентів дилерської мережі називають дилерами.